# Bauhinia tenella
Bauhinia tenella är en ärtväxtart som beskrevs av George Bentham. Bauhinia tenella ingår i släktet Bauhinia och familjen ärtväxter. Inga underarter finns listade i Catalogue of Life.